# Craps

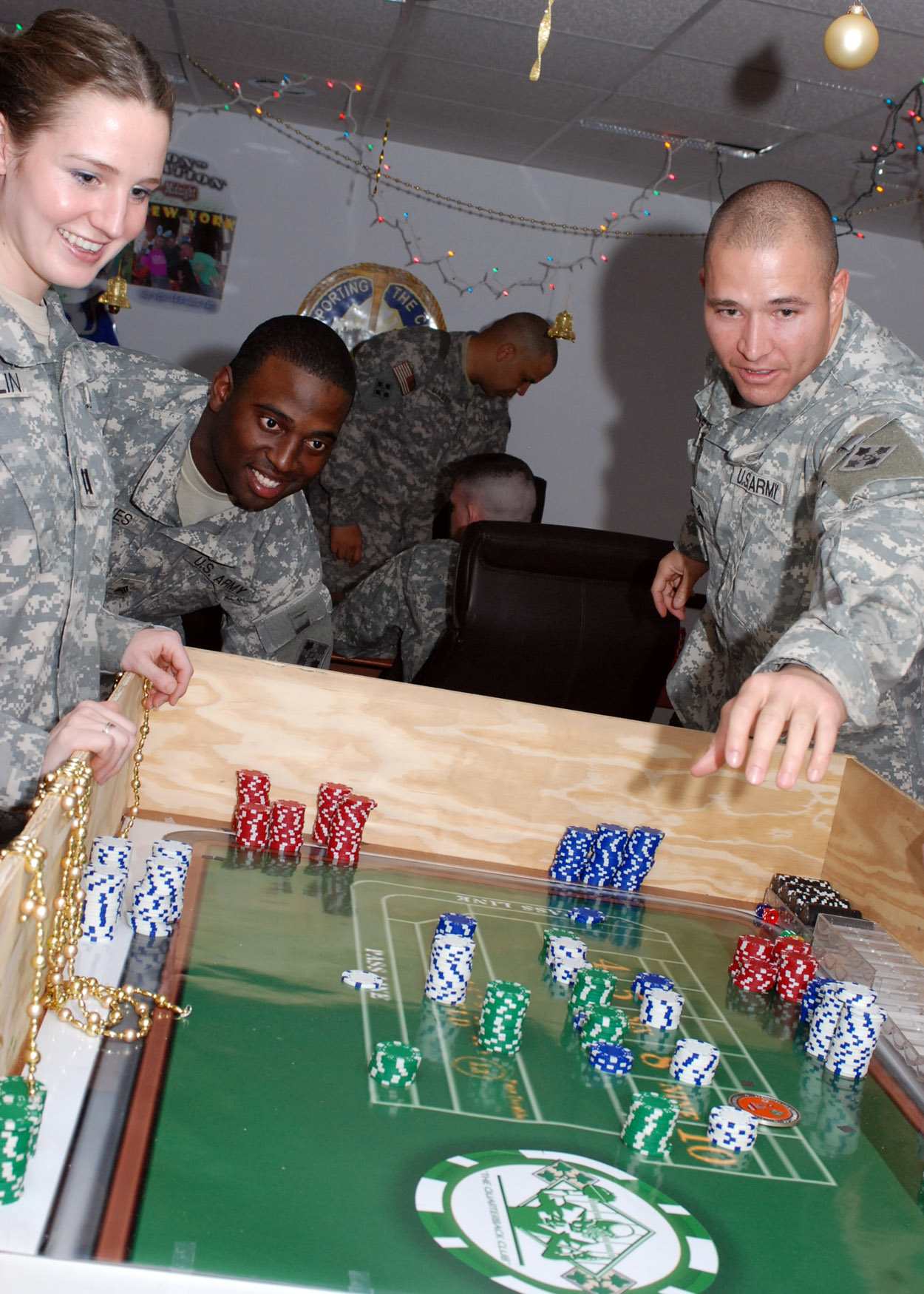
Amerikaanse militairen in Irak spelen craps

Craps is een dobbelspel dat men vooral aantreft in casino's in de Verenigde Staten.

## Het spel
Het spel wordt gespeeld met twee dobbelstenen. Men zet in tegen de bank. Men kan inzetten plaatsen, dat de werper (shooter) wint of verliest. De shooter gooit de dobbelstenen. Is de uitkomst op de eerste worp 11 of 7, dan hebben hij en alle spelers die voor hem hebben ingezet gewonnen. Zij ontvangen één keer hun inzet. Is de eerste worp een 2, een 3 of een 12, verliest de shooter en winnen de inzetten tegen de shooter (inzet wordt één keer uitbetaald). Omdat de shooter met een licht nadeel speelt, worden de inzetten die tegen de shooter zijn ingezet in de meeste casinos niet uitbetaald als de eerste worp een 12 toont. Bij sommige is dit 2 in plaats van 12 en bij weer andere is dit op allebei; in dat geval kan men beter niet tegen de shooter inzetten. Werpt de shooter iets anders, namelijk een 4, een 5, een 6, een 8, een 9 of een 10, dan wordt dat zijn punt (point in het Engels) en moet hij zorgen dat hij dit punt nogmaals gooit, voordat hij 7 gooit. Hij werpt net zo lang, totdat hij zijn punt maakt of een 7 gooit. Wint hij, worden de inzetten voor hem 1 maal uitbetaald, verliest hij worden de inzetten tegen hem 1 maal uitbetaald. Een shooter blijft werpen totdat hij heeft verloren; daarna wordt de linkerbuurman de nieuwe shooter (vergelijkbaar met het rouleren van de bankhouder bij Baccarat).

## Marge van het huis
Het casino heeft een vrij kleine marge in craps, de shooter heeft een klein nadeel van 1,41%. Door het niet uitbetalen van inzetten tegen de shooter als hij met 12 of 2 verliest, herstelt het voordeel van het casino tot 1,36%. Indien het huis zowel op 2 als op 12 niet uitkeert is dit veel meer.

## Als er eenpuntis gemaakt
Als men met de shooter meespeelt biedt het casino de mogelijkheid om het nadeel tot bijna nul te reduceren op het moment, dat er een punt wordt gemaakt. Dan mag iedereen, die op de shooter heeft gezet een extra inzet plaatsen, genaamd odds, die minimaal 2 keer zo hoog is als de originele inzet. Het maximum dat men op deze manier mag inzetten ligt aan de regels van het huis, maar kan soms (vooral in Las Vegas) zéér hoog zijn, tot 100 maal de originele inzet. Hoe meer men op deze manier kan inzetten, des te gunstiger dit is voor de spelers. De originele inzet wordt 1 tegen 1 uitbetaald, als die wint. De tweede, hogere inzet wordt als het punt een 6 of een 8 is, 6 tegen 5 uitbetaald, als het punt een 5 of een 9 is, wordt 3 tegen 2 uitbetaald en als het punt een 4 of een 10 is, wordt er dubbel uitbetaald (2 tegen 1). Dit uitbetalingsschema komt namelijk precies overeen met de daadwerkelijke kans, dat men wint. Op de tweede inzet speelt men dus een eerlijk spel ("eerlijk" in wiskundige zin wil zeggen, dat noch de speler, noch het huis in het voordeel zijn). Hierdoor kan men het percentage voor het casino tot bijna niets reduceren. In absolute zin blijft de verwachtingswaarde voor het huis gelijk; als een shooter $ 10,- inzet, levert dat het casino 1,41% x $ 10,- = 14 cent op. Dat blijft zo, ook als men daarna odds neemt. Omdat de totale inzet wel fors wordt verhoogd en die 14 cent gelijk blijft, daalt wel het percentage.

## Andere inzetten
Er zijn andere inzetten mogelijk op allerlei combinaties, zoals het vallen van 'craps' (2, 3 of 12) in de direct volgende worp, of het vallen van 7 in de direct volgende worp, of de zogenaamde 'fields', waar de speler wint als in de volgende worp een 2, 3, 4, 9, 10, 11, 12 valt, met dubbele of drievoudige uitbetaling op de 2 of de 12. Ook zijn er inzetten, die mogelijk meerdere worpen geldig zijn, zoals 'hard-way eight', waarbij men wint als er 4-4 wordt gegooid , voordat er een 7 valt of 5-3 of 6-2. Hard-way verwijst naar de kleine kans om een dubbel te gooien (1/36). Al deze neveninzetten zijn onaantrekkelijk tot zeer onaantrekkelijk voor de spelers; het nadeel kan ver boven de 10% oplopen.
Amerikaanse roulette · Franse roulette · Black Jack · Poker · Caribbean Stud Poker · Pai Gow Poker · Sic Bo · Punto Banco / Baccarat · 
Craps · Money Wheel · Trente et Quarante